# ヤンキース-東153丁目駅
ヤンキース-東153丁目駅（ヤンキース-ひがし153ちょうめえき、英: Yankees-E. 153rd Street）は、ニューヨーク州ニューヨーク市ブロンクス区にあるメトロノース鉄道のハドソン線の駅。グランド・セントラル駅までの列車が発着する。ヤンキー・スタジアムの最寄り駅である。当駅の北側にはハイブリッジ車両基地がある。

## イベント開催時の運転
ヤンキー・スタジアムの最寄り駅(徒歩10分以下)であるために、MLBの試合や各種イベント開催時には、特別ダイヤが組まれる場合がある。平時ダイア（いわば、オフピーク時）では、急行列車はこの駅を通過するが、試合前、試合中、試合後には全列車が臨時停車する。この時間帯にも当駅からグランド・セントラルまでシャトルが10分から20分おきに臨時運転される（ハーレム 125丁目駅も停車する）。
開始時間・曜日にもよるが、ハーレム線・ニューヘイブン線から臨時直通列車が運転される場合がある。
なお試合後には、シャトルと平時ダイアのハドソン線の列車が運行されるが、試合の約40分後にハドソン線に臨時列車とハーレム線・ニューヘイブン線に臨時直通列車が運転される。
これを逃した場合、ハドソン線では次の定時列車を待つ、ハーレム線・ニューヘイブン線ではシャトルに乗り、ハーレム 125丁目駅/グランド・セントラル駅で次の定時列車を待つという方法がある。
他線からの直通運転
当駅からハーレム線・ニューヘイブン線に直通運転ができる。
これは三つの線が合流する（主に、モッツ・ジャンクションと呼ばれる、当駅から近い）ところに渡り線があり、それを使ってハーレム線・ニューヘイブン線からの列車は進行方向をかえずに当駅に入れる。
この渡り線は普段、ハーレム線・ニューヘイブン線から当駅の北側にあるハイブリッジ車両基地に行くための回送用の渡り線であるために、旅客列車を走らせるのはこの時だけである。
ニューヨークが不通になった時、三つの線が当駅終点になったこともある。

## プラットホーム
2面4線の駅だが、1線は車庫につながっているため、普段は2面3線のみ使用。イベント開催時と回送用運送しか、この1線は使用されない。